# عدلي كاسب
عدلي كاسب (21 أبريل 1918 - 13 سبتمبر 1978)، ممثل مصري.

## عن حياته
ولد (عدلي عبد الحميد كاسب) بفم الخليج بحي مصر القديمة في القاهرة عام 1918 لعائلة من ذوي الاملاك، وتوفي والده وهو في سن العاشرة. ارتبط بالفن منذ طفولته والتحق بفريق التمثيل المدرسي، وكان يتابع عروض العديد من الفرق المسرحية. تخرج أولًا في مدرسة الفنون والصنايع (الفنون التطبيقية الآن)، وعمل مدرسًا في كلية الهندسة بإدارة الورش لمدة 12 عامًا، وكان كذلك مشرفًا على النشاط الرياضي بالكلية من سباحة وكشافة وجوالة حيث كان رياضياً متميزاً وأحد أبطال رفع الأثقال وظل دائمًا ممارسًا مستمرًا لعدد من الرياضات مثل كمال الأجسام والسباحة، بعدها أصبح وكيل وزارة في وزارة التربية والتعليم ومسؤولاً عن المسرح المدرسي ورائدًا من رواد التربية المسرحية. وعندما افتتح (معهد الفنون المسرحية) حصل على (بكالوريوس الفنون المسرحية) وتخرج في المعهد العالي للتمثيل عام 1949 في دفعة المعهد الثانية، وترك العمل بالهندسة وعمل مدرسًا للتمثيل بوزرة التربية والتعليم. عقب تخرجه من المعهد العالي للفنون المسرحية انضم إلى فرقة المسرح الحديث عام 1950م ومنها إلى فرقة إسماعيل يس عام 1954م ثم فرقة الريحاني 1957م والتي ظل بها 10 سنوات. ومن أبرز الأعمال المسرحية التي شارك بها: (إلا خمسة)، (حسن ومرقص وكوهين) وغيرهما. اتجه إلى السينما التي قدم فيها نحو مائتي فيلم، وتوالت أدواره السينمائية بعدها عبر ثلاثين عامًا تقريبًا قدم فيها مجموعة متنوعة للغاية من الأدوار فأدي دور الباشا والجزار والأب القاسي والزوج اللطيف والرجل المصري العادي والعربجي والخديو وغيرهم. ومع بداية التليفزيون المصري عام 1960م قدم الفنان الراحل مجموعة من الأعمال التلفزيونية، ومنها (الدوامة) و(المجهول) و(العشرة الطيبة) وغيرهم، وكان مسلسل (أحلام الفتى الطائر) من بطولة الفنان (عادل امام) هو آخر أعماله التلفزيونية. كما حاز من الرئيس (السادات) على جائزة الدولة التقديرية..

### حياته الشخصية
تزوج في سن التاسعة والعشرين من السيدة (آمال) التي أنجبت أبنائه الأربعة (كاسب) خريج كلية الفنون الجميلة، (ممدوح) خريج كلية التجارة وعمل أيضًا فنانًا تشكيليًا وممثلاً، ثم (أمينة) خريجة الفنون جميلة، وأصغر أبنائه (إيهاب) خريج كلية الإعلام.

### وفاته
رحل (عدلي كاسب) عن عالمنا عن عمر يناهز الـ60 عامًا، إثر إصابته بأزمة قلبية عقب عودته من بروفات عمل جديد بعد أن ترك بصمة واضحة ومميزة.

## أعماله

### الأفلام
- 1949: نادية
- 1951: ورد الغرام
- 1951: لك يوم يا ظالم
- 1951: فتاة السيرك
- 1951: الشرف غالي
- 1951: السبع أفندي
- 1952: يسقط الاستعمار
- 1952: مصطفى كامل
- 1952: مسمار جحا
- 1952: لحن الخلود
- 1952: الأسطى حسن
- 1953: نشالة هانم
- 1953: مؤامرة
- 1953: دهب
- 1953: بين قلبين
- 1953: بلال مؤذن الرسول
- 1953: الحرمان
- 1953: اشهدوا يا ناس
- 1954: وعد
- 1954: موعد مع السعادة
- 1954: شيطان الصحراء
- 1954: حياة أو موت
- 1954: أمريكاني من طنطا
- 1954: الحياة الحب
- 1954: اعترافات زوجة
- 1955: فجر
- 1955: عرايس في المزاد
- 1955: خالي شغل
- 1955: حب ودموع
- 1955: جريمة حب
- 1955: أيام وليالي
- 1955: الله معنا
- 1956: ودعت حبك
- 1956: موعد غرام
- 1956: من القاتل
- 1956: عيون سهرانة
- 1956: صاحبة العصمة
- 1956: شياطين الجو
- 1956: دليلة
- 1956: حب وإعدام
- 1956: جرب حظك
- 1956: أين عمري
- 1956: الأرملة الطروب
- 1956: أرضنا الخضراء
- 1957: نهاية حب
- 1957: لن أبكي أبدا
- 1957: غرام المليونير
- 1957: رد قلبي
- 1957: بورسعيد
- 1957: أنا وقلبي
- 1957: الكمساريات الفاتنات
- 1957: الطريق المسدود
- 1957: السابحة في النار
- 1958: ماليش غيرك
- 1958: سلطان
- 1958: حب من نار
- 1958: جميلة
- 1958: بنت البادية
- 1958: الزوجة العذراء
- 1958: إسماعيل يس في دمشق
- 1959: عفريت سمارة
- 1959: سر طاقية الإخفاء
- 1959: سجن العذارى
- 1960: مال ونساء
- 1960: لقاء في الغروب
- 1960: غراميات امرأة
- 1960: المراهقات
- 1960: أبو الليل
- 1961: لماذا أعيش
- 1961: عاصفة من الحب
- 1961: ست البنات
- 1961: حياة وأمل
- 1961: زيزيت
- 1961: حب وعذاب
- 1961: السفيرة عزيزة
- 1961: الحب كده
- 1962: مذكرات تلميذة
- 1962: قاضي الغرام
- 1962: اللص والكلاب
- 1963: قصة ممنوعة
- 1963: عائلة زيزي
- 1963: شقاوة بنات
- 1963: زقاق المدق
- 1963: أم العروسة
- 1963: العريس يصل غدا
- 1964: هجرة الرسول
- 1964: لو كنت رجلا
- 1964: المارد
- 1965: مدرس خصوصي
- 1965: سكون العاصفة
- 1965: تنابلة السلطان
- 1966: صغيرة على الحب
- 1966: شيء في حياتي
- 1966: شقاوة رجالة
- 1966: خرطوم
- 1966: إجازة صيف
- 1966: 3 لصوص
- 1967: شقة الطلبة
- 1967: شاطئ المرح
- 1968: صيف قوي الذاكرة
- 1969: نادية
- 1969: عائلات محترمة
- 1969: أسرار البنات
- 1970: نحن لا نزرع الشوك
- 1970: صراع مع الموت
- 1970: الصديقان
- 1971: غرام في الطريق الزراعي
- 1971: شباب في عاصفة
- 1971: رحلة لذيذة
- 1971: آدم والنساء
- 1972: ذئاب على الطريق
- 1972: بيت من رمال
- 1972: أزمة سكن
- 1973: عاشق الروح
- 1973: المخادعون
- 1973: 3 فتيات مراهقات
- 1975: نغم في حياتي
- 1975: ممنوع في ليلة الدخلة
- 1975: مجانين بالوراثة
- 1975: لا شيء يهم
- 1975: على من نطلق الرصاص
- 1975: سؤال في الحب
- 1975: الكرنك
- 1976: ملك التاكسي
- 1976: سنة أولى حب
- 1976: الحياة نغم
- 1977: شيلني وأشيلك
- 1978: البنت اللي قالت لا
- 1978: أولاد الحلال

### المسلسلات
- 1963: حلقات فكاهية
- 1964: قصة مدينة
- 1968: الفلاح
- 1969: الانتقام
- 1970: الممكن
- 1970: أشجان
- 1971: صفارة سرحان
- 1973: شهادة ميلاد
- 1973: الدوامة
- 1974: القضبان
- 1976: على باب زويلة
- 1977: المجهول
- 1977: العاصفة
- 1978: أحلام الفتى الطائر
- 1978: آخر شقاوة
- 1978: زغاريد في غرفة الأحزان
- 1978: عالم غريب
- 1978: متى تبتسم الدموع
- 1978: رجال في الغروب

### المسرحيات
- 1935: حكم قراقوش
- 1955: صاحب الجلالة
- 1956: ركن المراْة
- 1956: خميس الحادي عشر
- 1960: يا ما كان في نفسي
- 1960: يا ريتني ما اتجوزت
- 1960: حسن ومرقص وكوهين
- 1961: كان غيرك أشطر
- 1961: استنى بختك
- 1962: تعيش وتاخد غيرها
- 1962: الشايب لما يدلع
- 1963: إلا خمسة
- 1964: مع إيقاف التنفيذ
- 1970: سنة مع الشغل اللذيذ
- 1974: لوليتا

### المسلسلات الإذاعية
- 1959: عائلة مرزوق أفندي
- 1961: شخصيات تبحث عن مؤلف
- 1969: الحب الضائع

## روابط خارجية
- عدلي كاسب على موقع IMDb (الإنجليزية)
- عدلي كاسب على موقع قاعدة بيانات الفيلم (الإنجليزية)